# Daydream (EP)
Daydream é o segundo extended play da banda de rock sul-coreana DAY6. Ele foi lançado pela JYP Entertainment em 30 de março de 2016. O EP é composto em seis faixas originais.

## Lista de faixas
※ Faixas em negrito identificam os singles do EP.
| N.º            | Título                        | Letras                 | Música                                  | Arranjamento             | Duração |  |
| 1.             | "First Time"                  | DAY6                   | Hong Ji-sang Lee Woo-min DAY6           | Hong Ji-sang Lee Woo-min | 3:19    |  |
| 2.             | "Blood"                       | Jae Young K            | 220 Jae Young K                         | 220                      | 3:28    |  |
| 3.             | "Letting Go" (놓아 놓아 놓아) | Young K Wonpil         | Hong Ji-sang Lee Woo-min Young K Wonpil | Hong Ji-sang Lee Woo-min | 3:50    |  |
| 4.             | "Sing Me"                     | Young K Wonpil         | Nuplay Neil Nallas Walter Pok Day6      | Nuplay                   | 3:33    |  |
| 5.             | "Wish" (바래)                 | Sungjin Young K Wonpil | Sungjin Young K Wonpil                  | Frants                   | 4:04    |  |
| 6.             | "Hunt"                        | Frants Young K Wonpil  | Frants Young K Wonpil                   | Frants                   | 3:26    |  |
| Duração total: | Duração total:                | Duração total:         | Duração total:                          | Duração total:           | 21:00   |  |

## Desempenho nas paradas musicais
| Parada (2016)                           | Melhor posição |
| --------------------------------------- | -------------- |
| South Korean Weekly Album Chart (Gaon)  | 4              |
| South Korean Monthly Album Chart (Gaon) | 15             |
| US World Albums (Billboard)             | 6              |

## Vendas
| Região               | Vendas |
| -------------------- | ------ |
| Coreia do Sul (Gaon) | 13,723 |

## Histórico de lançamento
| Região        | Data                | Formato             | Gravadora                  |
| ------------- | ------------------- | ------------------- | -------------------------- |
| Coreia do Sul | 30 de março de 2016 | Digital download CD | JYP Entertainment KT Music |
| Mundialmente  | 30 de março de 2016 | Digital download    | JYP Entertainment          |